# Port de la Bonaigua
Port de la Bonaigua är ett bergspass i Spanien.   Det ligger i provinsen Província de Lleida och regionen Katalonien, i den nordöstra delen av landet, 500 km nordost om huvudstaden Madrid. Port de la Bonaigua ligger 1 893 meter över havet.
Terrängen runt Port de la Bonaigua är bergig åt nordost, men åt sydväst är den kuperad. Runt Port de la Bonaigua är det mycket glesbefolkat, med 3 invånare per kvadratkilometer. Närmaste större samhälle är Vielha, 17,7 km väster om Port de la Bonaigua. Trakten runt Port de la Bonaigua består i huvudsak av gräsmarker.